# Turmmotor

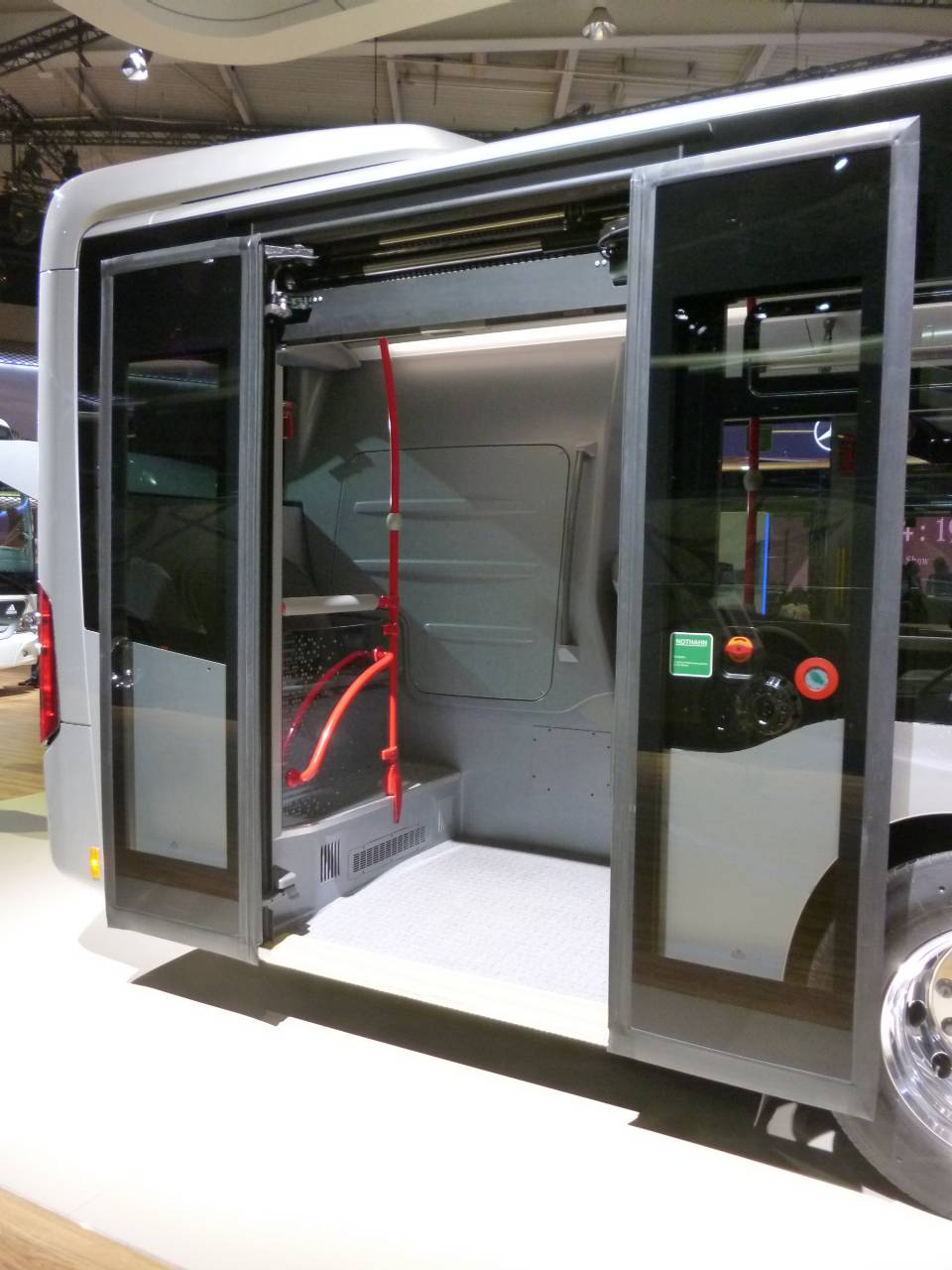
Motorturm und stufenloser Einstieg im Fahrzeugheck eines Mercedes-Benz Citaro C2

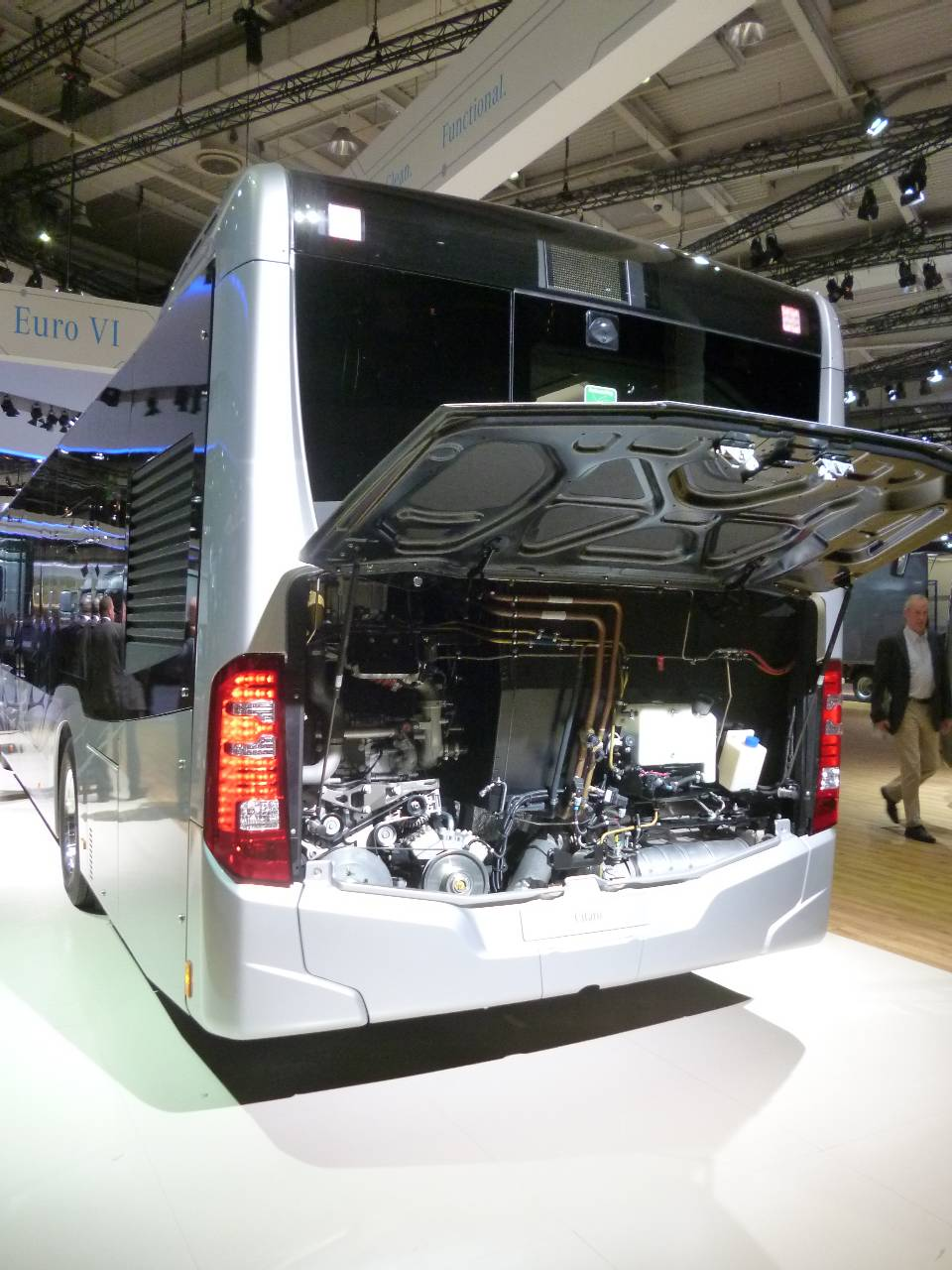
Citaro mit Turmmotor in der Heckansicht, der Kühler ist oberhalb der Motorklappe angeordnet

Als Turmmotor oder Motorturm wird vorwiegend bei Niederflur-Omnibussen umgangssprachlich ein Baukonzept bezeichnet, bei dem der Dieselmotor zusammen mit weiteren Antriebskomponenten und Nebenaggregaten wie Kühler etc. in einer separaten Kabine des Fahrgast-Innenraums seitlich stehend angeordnet ist.
In der Regel befindet sich diese Motorkabine bei Solo- und Schubgelenkbussen – in Fahrtrichtung gesehen – in der linken Ecke des Fahrzeughecks. Hersteller wie Van Hool bauen bei ihren Gelenkbussen, auch dem Doppelgelenkbus VanHool AGG 300 wegen des im Vorderwagen liegenden Antriebs auch den Motor entsprechend links hinter der Vorderachse ein. Die Kühlanlage befindet sich bei diesem Fahrzeug auf dem Dach, dadurch fällt die dort in der Wagenmitte linksseitig angeordnete Motorkabine weniger voluminös aus und nimmt oberhalb der Fensterunterkante erheblich weniger Raum in Anspruch, da die Verkleidung nur noch Kühlwasserkreislauf und Abgasführung aufnehmen muss.
Anders als bei Unterflurmotoren ist es bei einem Turmmotor möglich, Niederflurbusse mit stufenlosem Einstieg hinter der angetriebenen Hinterachse auszuführen und dabei auf hohe Podeste oder steile Rampen im Fahrgastraum zu verzichten. Ferner ist das Fahrzeug durch die leichtere Zugänglichkeit und Konzentration der Antriebskomponenten gegenüber einem konventionellen Niederflurbus wartungsfreundlicher. Lediglich der Kardantunnel hinter der Achsaufhängung muss noch durch eine Podestkonstruktion überbaut werden. Der übrige Boden kann zum größten Teil abgesenkt werden.
Ein weiterer Vorteil dieser Motorposition ist der höher eingebaute Kühler, der auf Fensterhöhe deutlich besser vor dem Staub und Schmutz geschützt ist, den besonders die Hinterachse aufwirbelt. Dadurch ist die Kühlanlage weniger pflegeaufwendig; die Gefahr des Heißlaufens durch einen verschmutzten Kühler besteht hier kaum. Der Motorblock ist stehend angeordnet, damit kann auf die in höheren Stückzahlen produzierten Serienmotoren aus der LKW- und Aggregatefertigung zurückgegriffen werden, die keine am Zylinderblock anliegende Ölwanne benötigen. Stehende Motoren haben außerdem einen etwas geringeren Verschleiß, da sich sämtliche Bewegungsteile wie Kolbenringe und Dichtungen im Zylindergehäuse gleichmäßiger abnutzen.
Nachteile der Turmmotorbusse gegenüber Niederflurbussen mit Unterflurmotor sind ein Verzicht auf drei Sitzplätze und eine höhere Geräusch- sowie auch Wärmeentwicklung im Fahrzeuginneren. Durch die Konzentration sämtlicher Aggregate auf eine Seite wird das Fahrzeug dort stärker belastet, was durch die Luftfederung des Fahrzeugs wieder ausgeglichen werden muss. Der Reifen- und Bremsbelagverschleiß ist auf der Motorseite höher. Auch hat die einseitige Gewichtsbelastung nachteilige Auswirkungen auf das Fahrverhalten gegenüber Omnibussen mit mittiger Motoranordnung. Diese Phänomene treten auch bei Niederflurbussen mit Unterflurmotor auf, da der Antriebsblock dort ebenfalls auf der linken Seite liegt.
Obwohl der Hersteller Auwärter Neoplan schon Mitte der 1980er Jahre einen Vorserien-Omnibus mit einem solchen Turmmotor vorstellte (siehe untere Abbildung), gelangte diese Bauweise erst in den 2010er Jahren zur Serienreife, da die Verkehrsbetriebe zunehmend unter erhöhten Kostendruck geraten und gezwungen sind, bei Neubeschaffungen und der Unterhaltung von Fahrzeugen zu sparen. Niederflurbusse mit Unterflurmotor sind konstruktiv und in der Wartung aufwändiger. Aufgegriffen wurde dieses Konzept erst knapp zwanzig Jahre später durch ausländische Bushersteller wie Solaris, Scania, Van Hool und Volvo. Später nahmen auch die deutschen Hersteller EvoBus (mit den Omnibusmarken von Mercedes-Benz und Setra) sowie MAN dieses Konzept auf.
Einige Hersteller montieren bei ihren Omnibussen den kompletten Antriebsblock, bestehend aus Motor, Kühleranlage, Nebenaggregaten und Getriebe auf einen so genannten „Cradle“ (engl. für Wiege, aber auch Lagerstuhl). Der Vorteil dieser Aufhängung besteht darin, den Antriebsblock in recht kurzer Zeit ausbauen oder tauschen zu können, so dass Werkstattaufenthalte erheblich verkürzt werden.

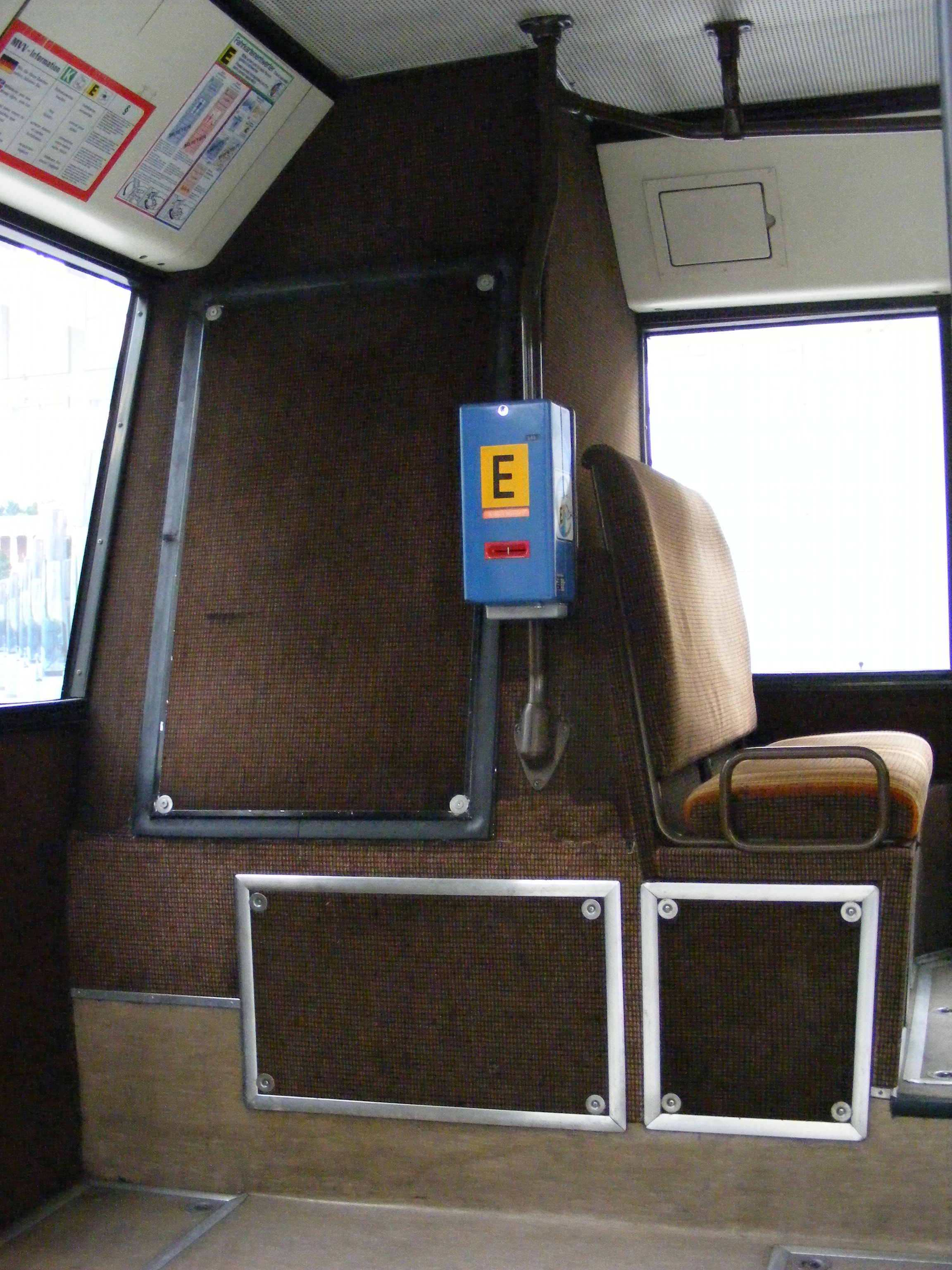
Turmmotor-Gehäuse eines Neoplan-Vorserienmodells von 1986, links hinten im Heck

Eine Ableitung des seitlich angeordneten Turmmotors war der quer zur Fahrtrichtung stehende Motorblock im Heck, wie dieser in Deutschland serienmäßig nur beim Kässbohrer Setra S 300 NC realisiert wurde und sich in Deutschland bis zuletzt nicht durchsetzen konnte. Hier entfiel die letzte Rücksitzbank zugunsten des Motorgehäuses. Französische und italienische Hersteller wie Renault/Heuliez und Iveco, die ihre Bussparte unter der Marke Irisbus (seit 2013 Iveco Bus) zusammenlegten, bauten in ihren Niederflur-Linienwagen die Motoren vorwiegend quer zur Fahrtrichtung stehend ein. Ein anfänglich konstruktives Manko dieser Bauweise war, dass die Antriebswelle quer zum Getriebe abgeflanscht werden musste und diese Belastungen im Alltagseinsatz anfangs unterschätzt worden sind, was zu erhöhten Schäden vor allem an den Winkelgetrieben führte.
Neben der Turmbauweise setzen sich aus Kosten- und Wartungsgründen in den vergangenen Jahren vermehrt auch sogenannte Low-Entry-Busse durch, die nur teilweise niederflurig gebaut sind. Bei Oberleitungsbussen sind Turmmotoren hingegen selten, in der Regel lässt sich der weniger voluminöse elektrische Antrieb problemlos unterflur einbauen, da die (erheblich kleineren) Hilfsmotoren auch nur einen Generator antreiben, der im Gegensatz zu einem Antriebsstrang aus Getriebe, Kardanwelle und Antriebsachse im Fahrzeug relativ frei platziert werden kann. Gleiches gilt auch für Hybridbusse, deren Verbrennungsmotoren kleiner gebaut sind und dadurch auch mit kleineren Motorkästen im Fahrgastraum auskommen. Schaltausrüstung, mögliche Gastanks und Stromspeicher sind bei diesen Fahrzeugen meist auf dem Fahrzeugdach untergebracht, so dass ohnehin schon ganz andere Anforderungen an die Konstruktion gestellt werden.